# Chalepotatus minor
Chalepotatus minor es un coleóptero de la familia Chrysomelidae.
Fue descrita científicamente en 1910 por Weise.